# Jacques Dumesnil
Jacques Dumesnil (9 de noviembre de 1903 – 8 de mayo de 1998) fue un actor teatral y cinematográfico de nacionalidad francesa.

## Biografía
Nacido en París, Francia, su verdadero nombre era Marie Émile Eugène André Joly. Antes de hacerse actor, Jacques Dumesnil, hijo de comerciantes, se formó como ingeniero mecánico. Tras trabajar como secretario en la escuela de aviación, se hizo diseñador industrial, ocupación que finalmente dejó para dedicarse a la actuación.
Adoptó el pseudónimo Dumesnil por la admiración que sentía por el actor Camille Dumény.
Se inició como cantante en un café situado en París, en la Place de l'Hôtel-de-Ville, donde era pagado con sándwiches y vasos de cervezas. Su debut en escena llegó en 1927, repartiendo su tiempo entre el teatro y el cine. Actor con dos años de experiencia en la Comédie-Française, trabajó en la película Les Tontons flingueurs, entre otras muchas, y fue la voz francesa de Charlie Chaplin en Monsieur Verdoux y en Un rey en Nueva York. 
Su papel del duque de Plessis-Vaudreuil en la serie televisiva Au plaisir de Dieu le dio una gran popularidad, y le valió recibir el Premio 7 d'or al mejor actor. 
Jacques Dumesnil, que tenía un hijo, Pierre, falleció en 1998 en Bron, Francia. Fue enterrado en Miribel, población en la cual su hermana Odette Joly había sido maestra, y donde él eligió instalarse al final de su vida.

### Actor
- 1928 : La Belle Aventure, de Gaston Arman de Caillavet, Robert de Flers y Étienne Rey, Teatro del Odéon
- 1928 : Amours, de Paul Nivoix, Teatro del Odéon
- 1930 : Boën ou la possession des biens, de Jules Romains, escenografía de Alexandre Arquillière, Teatro del Odéon
- 1931 : Le Roi masqué, de Jules Romains, escenografía de Louis Jouvet, Théâtre Pigalle
- 1933 : Le Bonheur, de Henri Bernstein, escenografía del autor, Théâtre du Gymnase Marie-Bell
- 1933 : Cette nuit-là…, de Lajos Zilahy, escenografía de Lucien Rozenberg, Théâtre de la Madeleine
- 1934 : Une femme libre, de Armand Salacrou, escenografía de Paulette Pax, Théâtre de l'Œuvre
- 1935 : Margot, de Édouard Bourdet, escenografía de Pierre Fresnay, Théâtre Marigny
- 1936 : Un homme comme les autres, de Armand Salacrou, escenografía de Paulette Pax, Théâtre de l'Œuvre
- 1937 : Les Demoiselles du large, de Roger Vitrac, escenografía de Paulette Pax, Théâtre de l'Œuvre
- 1937 : Les Borgia, famille étrange, de André Josset, escenografía de René Rocher, Théâtre du Vieux-Colombier
- 1938 : L'Homme de nuit, de Paul Demasy, escenografía de Paulette Pax, Théâtre de l'Œuvre
- 1940 : Histoire de rire, de Armand Salacrou, escenografía de Alice Cocéa, Théâtre de la Michodière
- 1941 : Sébastien, de François Jeantet, escenografía de Camille Corney, Théâtre de l'Œuvre
- 1941 : Marché noir, de Steve Passeur, escenografía de Camille Corney, Théâtre Édouard VII
- 1942 : Une jeune fille savait, de André Haguet, escenografía de Louis Ducreux, Théâtre des Bouffes-Parisiens
- 1944 : Un homme comme les autres, de Armand Salacrou, escenografía de Jean Wall, Théâtre Saint-Georges
- 1947 : Un homme comme les autres, de Armand Salacrou, escenografía de Jean Wall, Théâtre Saint-Georges
- 1949 : Une femme libre, de Armand Salacrou, escenografía de Jacques Dumesnil, con Sophie Desmarets y Yves Robert, Théâtre Saint-Georges
- 1949 : Nuit des hommes, de Jean Bernard-Luc, escenografía de André Barsacq, Théâtre de l'Atelier
- 1950 : Clérambard, de Marcel Aymé, escenografía de Claude Sainval, Teatro de los Campos Elíseos
- 1952 : La Feuille de vigne, de Jean Bernard-Luc, escenografía de Pierre Dux, Théâtre de la Madeleine
- 1953 : La Feuille de vigne, de Jean Bernard-Luc, escenografía de Pierre Dux, Théâtre des Célestins
- 1953 : El viajero sin equipaje, de Jean Anouilh, escenografía de Georges Pitoeff, Théâtre des Célestins
- 1954 : Affaire vous concernant, de Jean-Pierre Conty, escenografía de Pierre Valde, Théâtre de Paris
- 1954 : Clérambard, de Marcel Aymé, escenografía de Claude Sainval, Teatro de los Campos Elíseos
- 1955 : L’Amour fou ou la première surprise, de André Roussin, escenografía del autor, Théâtre de la Madeleine
- 1957 : Les Voyageurs égarés, de Guillaume Hanoteau, escenografía de Véra Korène, Théâtre de la Renaissance
- 1957 : Fausto, de Johann Wolfgang von Goethe, escenografía de Gaston Baty, Teatro Montparnasse
- 1958 : Clérambard, de Marcel Aymé, escenografía de Claude Sainval, Teatro de los Campos Elíseos
- 1958 : Tartufo, de Molière, escenografía de Louis Seigner, Comédie-Française
- 1958 : Un homme comme les autres, de Armand Salacrou, escenografía de Jacques Dumesnil, Comédie-Française
- 1959 : Cyrano de Bergerac, de Edmond Rostand, escenografía de Jean Le Poulain, Théâtre des Célestins y Festival de Bellac
- 1961 : Clérambard, de Marcel Aymé, escenografía de Claude Sainval, Teatro de los Campos Elíseos
- 1961 : Gorgonio, de Tullio Pinelli, escenografía de Claude Sainval, Teatro de los Campos Elíseos
- 1962 : Édouard mon fils, de Robert Morley y Noel Langley, escenografía de Maurice Guillaud, Théâtre Montansier
- 1964 : Edouard mon fils, de Robert Morley y Noel Langley, escenografía de Maurice Guillaud, Teatro Montparnasse
- 1964 : Césaire ou la puissance de l'esprit, de Jean Schlumberger, escenografía de Jean-Paul Cisife, Théâtre des Mathurins
- 1966 : Don Juan aux enfers, de George Bernard Shaw, escenografía de Raymond Gérôme, Théâtre de la Madeleine
- 1967 : Les mal aimés, de François Mauriac, escenografía de Julien Bertheau Teatro de Lille, con Annie Sinigalia y Pascale Audret
- 1969 : Quoat-Quoat, de Jacques Audiberti, escenografía de Georges Vitaly, Théâtre des Célestins
- 1970 : Egmont, de Goethe, escenografía de Marcelle Tassencourt, Théâtre de la Gaité-lyrique
- 1972 : Los hermanos Karamazov, de Fiódor Dostoyevski, escenografía de Georges Vitaly, Théâtre Graslin
- 1972 : El Cid, de Pierre Corneille, escenografía de Michel Favory, Théâtre des Célestins
- 1972 : Le Jour le plus court, de Jean Meyer, escenografía del autor, Théâtre des Célestins
- 1976 : El médico a palos, de Molière, escenografía de Jean Meyer, Théâtre des Célestins y Théâtre de l'Ouest parisien
- 1978 : Británico, de Jean Racine, escenografía de Marcelle Tassencourt, Festival de Versailles
- 1978 : L'Avocat du diable, de Dore Schary, escenografía de Marcelle Tassencourt, Théâtre Montansier
- 1979 : L'Avocat du diable, de Dore Schary, escenografía de Marcelle Tassencourt, Théâtre Tristan-Bernard

### Director
- 1949 : Une femme libre, de Armand Salacrou, Théâtre Saint-Georges
- 1950 : Pourquoi pas moi, de Armand Salacrou, Théâtre Édouard VII
- 1952 : Beaufils et fils, de Raoul Praxy, La Pépinière-Théâtre
- 1958 : Un homme comme les autres, de Armand Salacrou, Comédie-Française

## Filmografía

### Cine
- 1932 : Mon amant l'assassin, de Solange Térac
- 1932 : Danton, de André Roubaud
- 1932 : Rivaux de la piste, de Serge de Poligny
- 1933 : Le Maître de forges, de Fernand Rivers
- 1933 : L'Or, de Karl Hartl y Serge de Poligny
- 1934 : La Belle de nuit, de Louis Valray
- 1934 : Trois de la marine, de Charles Barrois
- 1934 : Le Roi des Champs-Élysées, de Max Nosseck
- 1935 : Un homme de trop à bord, de Gerhard Lamprecht y Roger Le Bon
- 1935 : Lucrèce Borgia, de Abel Gance
- 1936 : Le cœur dispose, de Georges Lacombe
- 1936 : Bach détective, de René Pujol
- 1936 : Puits en flammes, de Victor Tourjansky
- 1937 : Les Pirates du rail, de Christian-Jaque
- 1938 : Prisons de femmes, de Roger Richebé
- 1938 : Retour à l'aube, de Henri Decoin
- 1939 : Derrière la façade, de Georges Lacombe y Yves Mirande
- 1939 : Yamilé sous les cèdres, de Charles d'Espinay
- 1939 : L'Homme du Niger, de Jacques de Baroncelli
- 1940 : L'Empreinte du dieu, de Léonide Moguy
- 1942 : Le Mariage de Chiffon, de Claude Autant-Lara
- 1942 : Boléro, de Jean Boyer
- 1942 : La Fausse Maîtresse, de André Cayatte
- 1942 : Secrets, de Pierre Blanchar
- 1942 : Les Ailes blanches, de Robert Péguy
- 1942 : Malaria, de Jean Gourguet
- 1943 : Graine au vent, de Maurice Gleize
- 1943 : Service de nuit, de Jean Faurez
- 1943 : Pierre et Jean, de André Cayatte
- 1943 : Le Bal des passants, de Guillaume Radot
- 1945 : Le Père Serge, de Lucien Ganier-Raymond
- 1944 : La Grande Meute, de Jean de Limur
- 1946 : Jeux de femmes, de Maurice Cloche
- 1946 : Rumeurs, de Jacques Daroy
- 1947 : Les Trafiquants de la mer, de Willy Rozier
- 1947 : La Dernière Chevauchée, de Léon Mathot
- 1949 : 56 rue Pigalle, de Willy Rozier
- 1949 : La Ferme des sept péchés, de Jean Devaivre
- 1950 : Julie de Carneilhan, de Jacques Manuel
- 1951 : Anna, de Alberto Lattuada
- 1953 : Ulises, de Mario Camerini
- 1954 : Il Visconte di Bragelonne, de Fernando Cerchio
- 1955 : Napoleón, de Sacha Guitry
- 1956 : Si Paris nous était conté, de Sacha Guitry
- 1956 : En effeuillant la marguerite, de Marc Allégret
- 1956 : Mitsou, de Jacqueline Audry
- 1957 : Le Septième Commandement, de Raymond Bernard
- 1957 : Toute la mémoire du monde, de Alain Resnais
- 1958 : La P... sentimentale, de Jean Gourguet
- 1958 : La Vie à deux, de Clément Duhour
- 1960 : Première brigade criminelle, de Maurice Boutel
- 1960 : La Tricheuse, de G. de Meyst
- 1961 : La Planque, de Raoul André
- 1961 : Amours célèbres, de Michel Boisrond, segmento "Agnès Bernauer"
- 1962 : Que personne ne sorte, de Ivan Govar
- 1962 : Dossier 1413, de Alfred Rode
- 1963 : Les Tontons flingueurs, de Georges Lautner

### Televisión
- 1958 : El misántropo : grabación televisiva de la pieza de Molière, dirección de Bernard Dhéran
- 1969 : Au théâtre ce soir : Affaire vous concernant, de Jean-Pierre Conti, escenografía de Pierre Valde, dirección de Pierre Sabbagh, Théâtre Marigny
- 1973 : Pour Vermeer, de Jacques Pierre
- 1976 : Le Lauzun de la Grande Mademoiselle
- 1977 : Au plaisir de Dieu, dirección de Robert Mazoyer
- 1978 : Les Héritiers, episodio Le codicille
- 1980 : Les Enquêtes du commissaire Maigret, episodio Maigret et les Vieillards, de Stéphane Bertin

## Actor de voz
Jacques Dumesnil dio voz a Charlie Chaplin en las siguientes películas :
- Monsieur Verdoux (1947)
- Candilejas (1952)
- Un rey en Nueva York (1957)

## Premios
- 1978 : 7 d'or al mejor actor por la miniserie Au plaisir de Dieu.